# 深圳世界大学生運動会体育中心

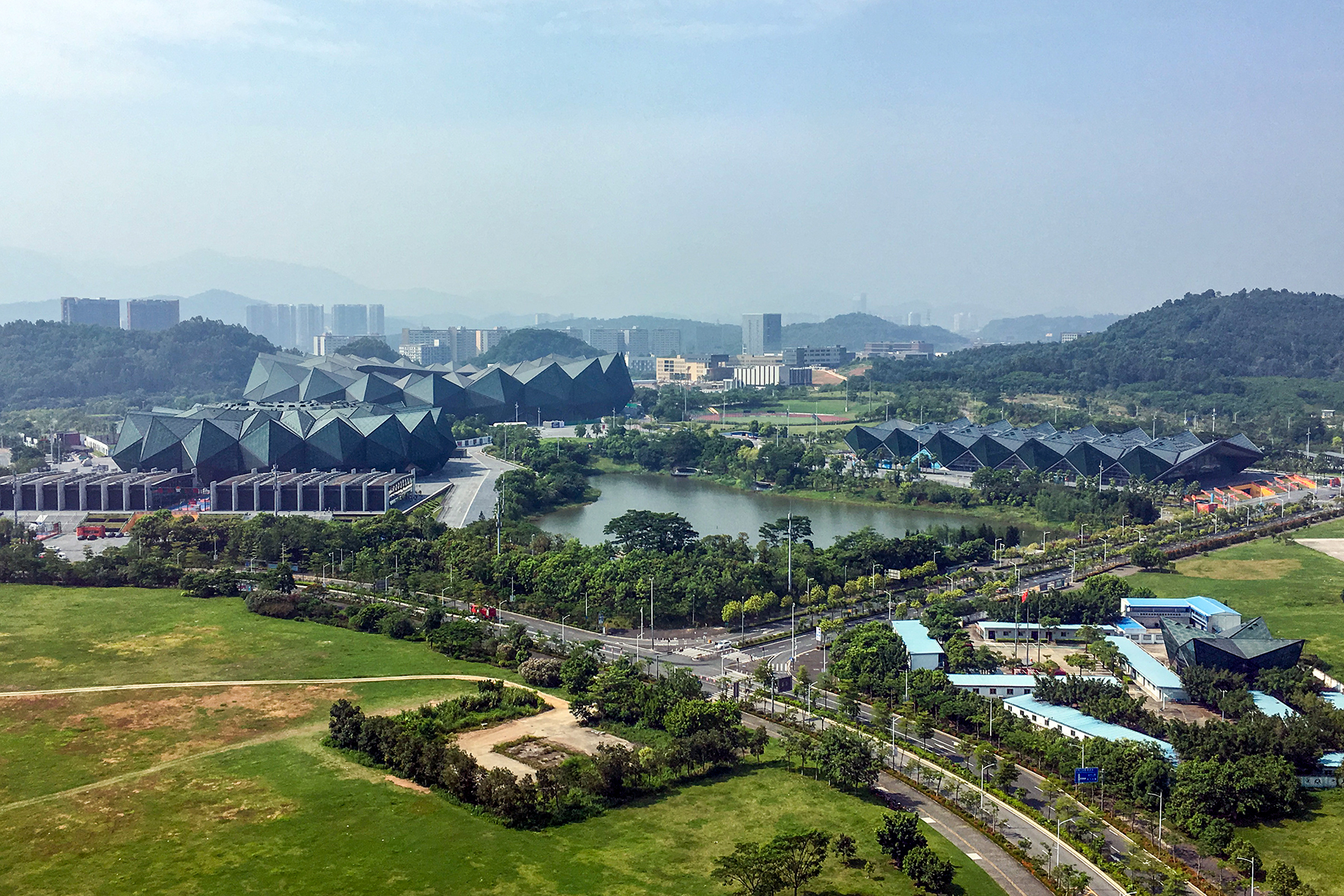
深圳世界大学生運動会体育中心

深圳世界大学生運動会体育中心（シンセンせかいだいがくせいうんどうかいたいいくちゅうしん、深圳世界大学生运动会体育中心、深圳大运中心）は、中華人民共和国広東省深圳市龍崗区に位置する競技場（スタジアム）。2011年夏季ユニバーシアード主会場として整備された。コンサート会場としても利用されている。

## 概要

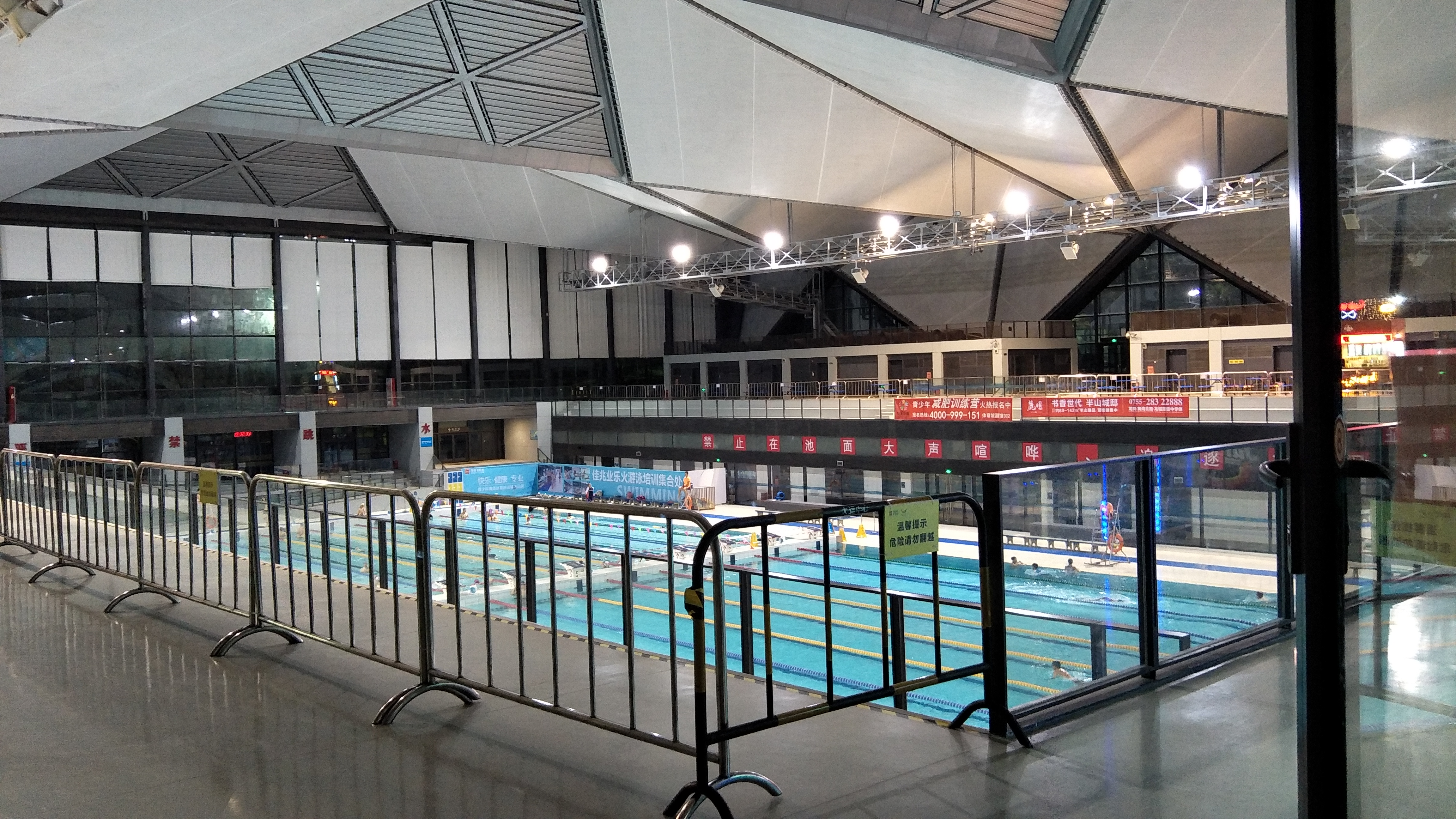
遊泳館

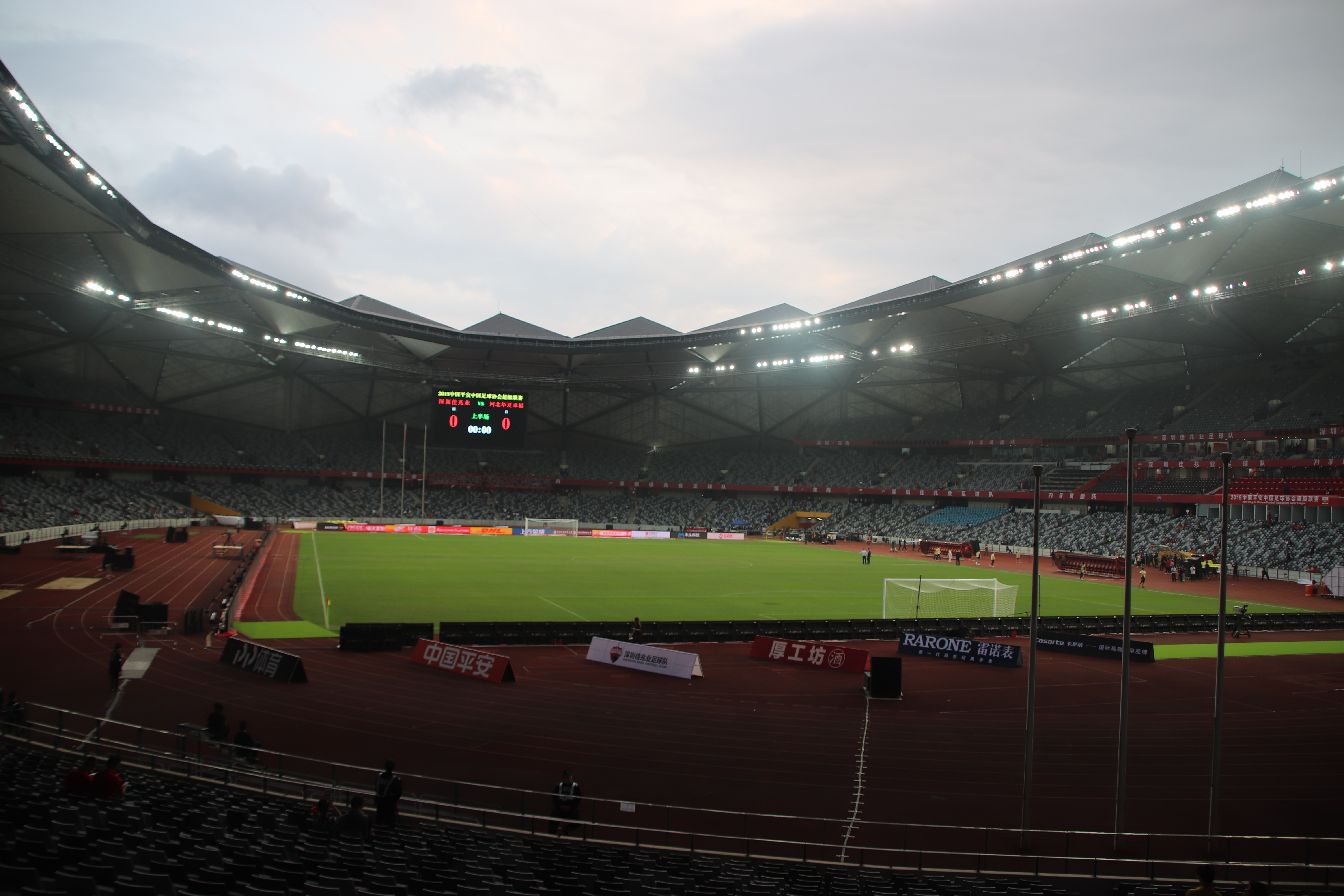
スタジアム内部

ユニバーシアード夏季大会開催に合わせ、2011年に完成した。総面積は52万平方メートル、総建築面積は29万平方メートルで、メインスタジアム、体育館、プールに分かれている。中央には湖がある。座席数は、スタジアム6万席、体育館1万8千席、プール3,000席となっている。施設の形状から「水晶石」の別名がある。設計はゲルカン・マルク・アンド・パートナー。

## 使用イベント
- 深圳市足球倶楽部 - ホームスタジアム

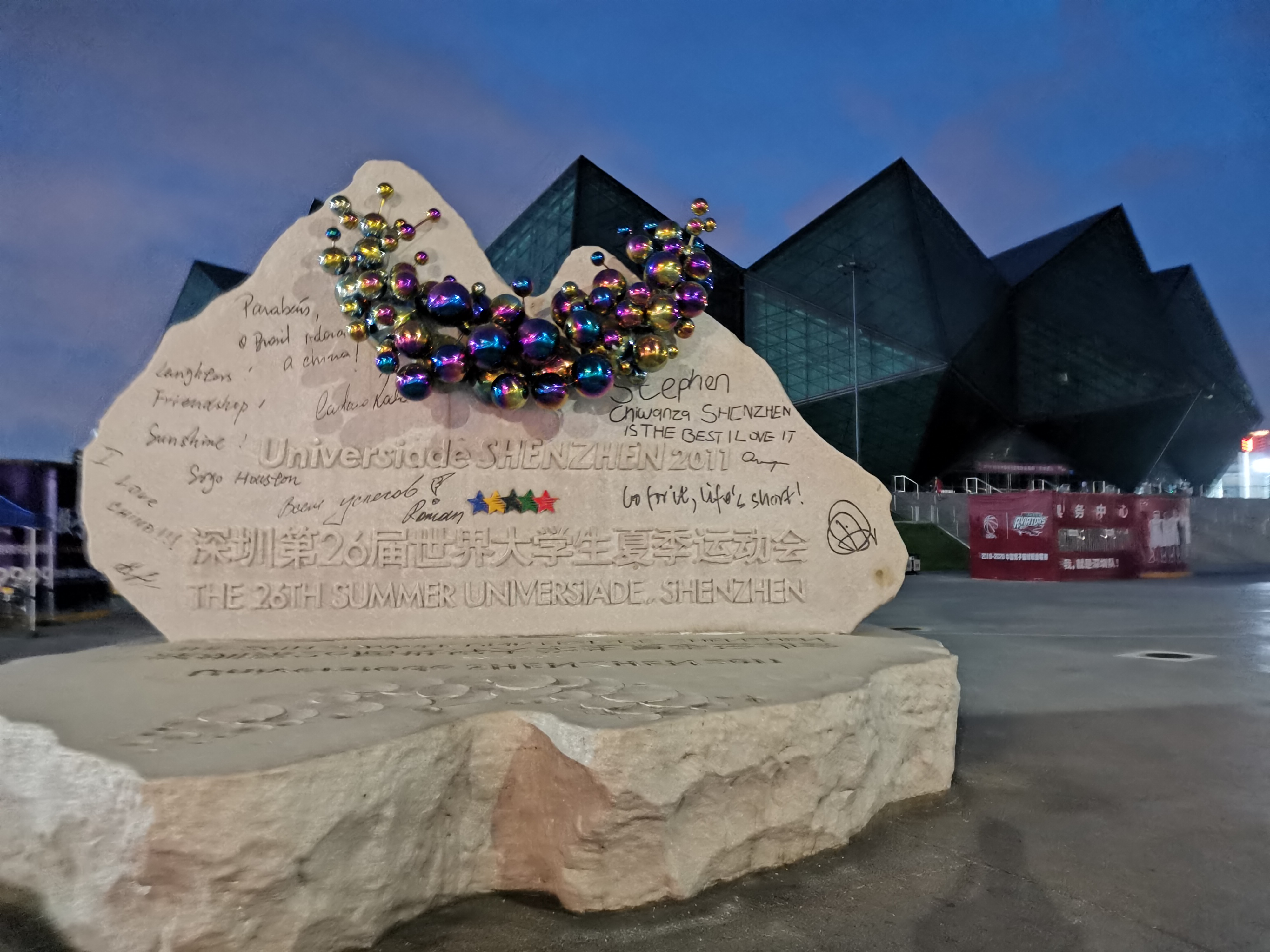
記念碑

- 深圳新世紀烈豹籃球倶楽部 - ホームスタジアム
- 2011年夏季ユニバーシアード - 主会場
- 2019年FIBAバスケットボール・ワールドカップ - 一部試合が行われた。